# Eastport (Maine)
Eastport è una città di 1.640 abitanti degli Stati Uniti d'America, situata nella Contea di Washington nello Stato del Maine.